# マジックソード
『マジックソード』 (Magic Sword) は、1990年に稼働したカプコンのアーケード用横スクロールアクションゲーム。1992年にスーパーファミコンに移植され、2007年にはiアプリ向けに配信された。
アーケード版は後に、北米および欧州ではPlayStation Portable用ソフト『Capcom Classics Collection Remixed』（2006年）、PlayStation 2およびXbox用ソフト『Capcom Classics Collection Vol.2』（2006年）に収録された他、Xbox 360、PlayStation 3用ソフト『Final Fight: Double Impact』として『ファイナルファイト』とのカップリングにて配信された。その他、2011年にはiOS用ソフトとしてカプコンアーケードにて配信された。
アーケード版はゲーム誌『ゲーメスト』の企画「第4回ゲーメスト大賞」（1990年度）において、大賞4位、ベストアクション賞2位、ベスト演出賞8位、ベストグラフィック賞2位を獲得した他、ゲーメストムック『ザ・ベストゲーム』（1991年）では第49位を獲得した。

## システム
全51面で、1周エンド。2人同時プレイが可能。主人公アラン（2P側はベルガー）を操作して、塔の50階にいる魔王ドラクマーを倒すのが目的。
バイタリティ制で敵からの攻撃の他、時間の経過でも減っていくが、時間で減る体力には下限がある上、それだけではプレイヤーがやられることはない。しかし、過度にフロアに留まり続けると警告が鳴り、0になると体力が急激に減りはじめる（この時、時間経過による減少下限が解除される）。
武器を振らずにいると自動的にパワーを溜め、半分まで溜まった時に振れば2倍、最大の時振れば3倍の攻撃力を発揮できる。さらに飛び道具を飛ばすことができる（ゲージ半分で振った場合は弱い飛び道具になる）ので、攻撃の使い分けが重要になる。
メインとなる武器攻撃に加え、緊急回避手段として「ゼニデイン」というメガクラッシュが使用可能。体力1ゲージと引換えに画面上の敵の飛び道具を消しながら敵全員に大ダメージを与え、それで倒した場合は画面上にある大体の物理トラップも含め、金貨に変わる（ボスを除く）。さらに少しの間無敵とマジックゲージ常時MAX状態になり、剣の3倍撃が放ち放題になるため非常に強力。また、一部のトラップはたとえ画面内に存在しなくてもゼニデインを使うと停止する。
塔の中にはプレイヤーを補佐する仲間キャラクターが牢屋に囚われており、彼らを救出して連れて行くことができる。ただし、連れていけるのは一人だけ。
魔王ドラクマーを倒すと災いの元凶であった「ブラックオーブ」が出現する。打ち砕くか手に取るかの選択肢でエンディングが変わる。

## マジックアイテム
取ると画面左上のボックス（2P側は画面右上のボックス）に表示されるアイテム。基本的には全8種、太陽の石という非常に希少なアイテムも含めれば全9種である。アイテムは、取得した階とその次の階までで無くなる。
ガントレット
武器による直接攻撃の威力を上げる。あるとボス戦が楽になる。
マジックポーション
メーターの上昇スピードを上げる。青いポット状のアイコン。道中はこれがあると楽。
スクロール
スクロール所持時専用のアイテムドロップテーブルに代わる。基本的にアイテムの出現率が大幅に上がるだけにとどまるが、一部の敵はアイテムの出現内容自体が変わる。
回復アイテムや高得点アイテムを落とす敵からのアイテムドロップが大いに期待できるので、場所によっては非常に重要である。
ペンダント
得られる得点が2倍になる。得点が30万、60万、90万に到達すると妖精が回復アイテムを運んでくれる（以降は40万点獲得する毎に妖精が回復アイテムを運んでくれる）。そのため、高得点アイテムが手に入る階では非常に有効。
ダイヤの指輪
宝箱の中身を盗みに来たシーフと敵として出現したリザードマンを仲間にできる。この2者の加入条件を満たすと自動使用で無くなる。次の階への移動時に画面内にいただけでも同様。
アーケード版では処理が特殊で、1Pか2P、どちらかが持っていた上でどちらかが上記の条件を満たした場合に発動する。
また、アイテムの消費とシーフとリザードマンのパートナーの有無参照は満たした側で行われるため、1Pが持っていた場合、2Pが条件を満たせば自動使用で消滅することはない。
ゴールデンポット
仲間の回復速度が上がり、持っている間はパートナーが死ぬことはなくなる（LV7以上のウウマと同じ位のスピードで体力が回復する）。
王の冠
防御力が上がる（被ダメージが減る）。
水晶球
隠された宝箱を点滅表示してくれる。
太陽の石
裏43階と表44階、47階と49階にしか出現しない、希少なマジックアイテム。攻撃力をガントレット以上にアップさせてくれる。
その他に主人公の武器が雷神武器の場合、メーターをチャージして出す溜め攻撃のグラフィック（色）が変化する。

## 武器
特定のフロアで主にボス撃破後に入手できる。武器は1つしか持てず、常に最後に入手した武器を使う。アランは剣、ベルガーは斧を使う。武器毎に攻撃力が設定されており、上位の武器になれば攻撃力が上がる。また、大地の剣と大河の斧から魔法の武器になるため、溜め攻撃もランクアップする。敵にぶつかると自分の持っている武器を落としてしまい、次のランクの武器に持ち替えるため、拾いなおすまで攻撃力などが下がってしまう。もし落とした武器を放置したまま次の階へ行くと、36階までのボスを倒すか裏41階と表裏43階、49階でしか拾いなおすことができないため、それまで厳しい戦いになる。落とした剣と斧はそれぞれ独立しているため、アランが斧を、ベルガーが剣を拾うことはできない。なお、武器も魔法の杖と盾同様、拾うと少しの間は常時ゲージMAX状態になる。
鋼の剣 / 鋼の斧
塔入口のキマイラを倒すと入手できる。
侍の刀 / 力の斧
4階のドラゴンを倒すと入手できる。また、侍の刀は忍者の凱、およびノブナガが探し求めていた剣である。
戦士の剣 / 闘士の斧
12階のメイジキマイラを倒すと入手できる。
大地の剣 / 大河の斧
24階のキングクローラーを倒すと入手できる。ゲージが溜まった時の飛び道具が距離が短い衝撃波から炎の魔法弾になる。
太陽の剣 / 月光の斧
36階の二首ドラゴンを倒すと入手できる。青い炎の魔法弾になる。
雷神の剣 / 雷神の斧
表コースの43階または裏コースの41階のクリア時に入手できる。この武器では溜め攻撃のエフェクトが稲妻状のビームになる。溜め攻撃の連射速度が遅くなるので、メガクラッシュなどの常時ゲージMAX状態では単にボタンを連打するより、テンポよく攻撃ボタンを押すと連打できる。

## 登場キャラクター

### プレイヤーキャラクター
アラン（勇者）
24歳。身長184cm。体重85kg。
1Pキャラクター。専用武器は剣。
マウラの村で母と共に暮らす正義感溢れる青年。母方が竜退治の英雄エストリルのイヴェット一族の末裔であるが、それを知っているのは母の養父である村の長老・リス唯一人である。
ベルガー（戦士）
2Pキャラクター。専用武器は斧。スーパーファミコン版には登場しない。

### 仲間キャラクター
プレイヤーを補佐してくれるキャラクターたちは、全8種。レベルが1 - 8あり、レベルアップとともに回復速度と攻撃力が上がる。また、見た目（または武器）も変わる。とある二人を除き、みんな牢に囚われており、仲間が囚われている牢に対応した鍵を使って開けると仲間が出てきて、お礼と共にアイテムを差し出す。この時仲間に触れると仲間になってくれる。この時に差し出すアイテムは、仲間毎に決められたアイテムの中からランダムに選ばれるが、強力・高得点・回復の要素がつくアイテムは滅多に差し出してくれない。また、開けたプレイヤーの体力ストックの数字が0のピンチ状態の場合は差し出すアイテムが変化し、高い確率で回復アイテムを差し出してくれる。仲間のライフは4本固定で、キャラクターごとに回復速度が違うが、時間が経てばライフが回復する。しかし、回復する間を与えずにライフが0になると完全に死んでしまう。その場合は別の仲間を探さないといけない。
仲間のレベルは大男とアーケード版のリザードマンを除き、最初に仲間になる階ではレベル1で加入する。以降、次に仲間になる場所ではレベルが前に仲間になる階のレベル＋1の状態で加入する。また、リザードマンを除き、最後に仲間にできる牢がある階では必ずレベル8で加入する。その他にも赤いハートを取るとレベルが1上がり、逆さまになって点滅しているハートを取ると逆に1下がる。基本的に牢に捕まっている仲間のレベルは固定だが、連れている仲間と同じ仲間が捕まっている牢を開けた時のみ、例外で以下の計算判定処理が行われる。

「（連れている仲間のレベル+2）－捕まっている仲間のレベル」

上記の計算を行い、その計算結果が1以上だった時のみ、牢の仲間が連れている仲間のレベル＋2の状態で登場する（レベル6以上で開ければ必ず最大レベルになる）。なお、牢の中にも罠が存在し、開けると敵が出てきたり、落石の罠が出たりする。ただし、罠の牢はすべてプラチナの鍵なのである程度見分けがつく。
サーラ（アマゾネス）
必要な鍵：プラチナの鍵（右）
出すアイテム - 赤ハート、王の冠、水晶球、緑リンゴ（0.5回復）
ピンチ時：イチゴ（1回復）、緑リンゴ、赤ハート、水晶球
19歳。身長165cm。体重不明。
7か月前、オババの水晶の啓示を受け竜の塔へ向けてアマゾネスの国を旅立った9人の女戦士たちの一人。
威力は低いが連射可能なボウガンを放つ。地上の塔前と2階、3階と序盤で連続で囚われてるため、彼女を連続で加えれば最低でもレベル5まで上げることができる。しかし彼女が仲間にできる機会が6回しか存在せず、序盤以降は各区間に一人しか囚われていないので、彼女が最後に仲間にできる階では一気にレベル8になる（レベル6と7が自然発生しない）。
ウウマ（大男）
必要な鍵：金の鍵（中央）
出すアイテム - 小金貨（800点）、毒消し草（毒状態を治癒&2060点）、大型金貨（8,000点）、チキン（1回復）
ピンチ時：ブドウ（1回復）、青リンゴ（2回復）、ロブスター（2.5回復）、大肉（3回復）
身長223cm。体重210kg。
マウラの村から馬で1日の距離にある大男の村タンレーの出身。竜の塔の異変を最初に感じ取り、塔へ向かった19人の男たちの一人。
巨大な斧を投げつける。斧はブーメランのように、また手元に戻る。斧を投げた後は手元に戻ってくるまで再攻撃不可能だが威力は高く、地形を無視して飛ぶ。斧は一定距離まで飛ぶか、斧の攻撃力が0になったら戻ってくる（斧はレベルが上がるごとに射程と攻撃判定が強化され、攻撃力が0になるまであらゆる物を貫通して飛び続ける）。また、体力の回復が非常に早く、レベル7以上になると絶対死ななくなる（仲間は被撃後、しばらく点滅して無敵になるがウウマはLV7以上になると無敵が終わる前に体力が回復する）。
移植版含めてLV2が最低レベルの加入なのでレベル1が自然発生することは絶対ない。レベル1の彼が見たいならレベルを下げるハートを取るしかない。
パートナーのアイテムはデメリットや装備アイテムの上書きなどがあるので、確認してから取るべきだが、ウウマはすべて得点と回復アイテムなので差し出すアイテムは何も確認せずにとっても問題ない。
二ウラ（魔術師）
必要な鍵：金の鍵（中央）
出すアイテム - マジックポーション、ゴールデンブック（取ると簡易メガクラッシュ）、聖杯（取ると一定時間無敵）、ブルーストーン（80,000点）
ピンチ時：チキン、ゴールデンブック、聖杯、ブルーストーン
身長169cm。体重60kg。
数か月前から竜の塔の異変に関する前兆を感じていた。数十人の弟子に異変を伝え、自らは2人の弟子アルガとタルールを連れ塔へ向かう。
上下含め、4方向に撃てる高威力で地形を無視して飛ぶマジックミサイルを放つが、体力に難がある。また、マジックゲージが半分以上ないと攻撃ができず、アンデッドモンスターには効果が薄い。
デレク（盗賊）
必要な鍵：銀の鍵（左）
出すアイテム - 毒キノコ（50点&時間経過か被弾するまで武器攻撃封印）、盾（低ランク）、ペンダント、ダイヤの指輪
ピンチ時：チキン、青リンゴ、ロブスター、ブルーストーン
21歳。身長173cm。体重60kg。
西の盗賊ギルドの長・ダールのもとに集った盗賊団は竜の塔の財宝を狙い、塔内部へ潜入した。盗賊の一人が魔物の封印を解いてしまった影響で次々と魔物が復活し、盗賊団は大混乱となった。デレク自身は混乱することはなかったものの、塔からの脱出は不可能となった。
攻撃手段はナイフと爆弾の同時投擲。ナイフは射程が長く威力が低い。爆弾は射程は短いが高威力で横気味の放物線を描いて落ちるため、自分の位置より下の敵を攻撃することができる。また、隠し宝箱の位置と隠し宝箱以外の罠を見破ることができる。さらに他の仲間と違い、牢から助け出す以外でも仲間にする方法がある。
竜の塔に入ってから、鍵・高く跳ねる盾・魔法の杖・武器以外の宝箱をプレイヤーが開けて中身を取らずにしばらく放置していると、上から現れて持っていってしまう（1フロアに1回）。宝箱の中身を盗みに来た時、ダイヤの指輪を持っている状態で攻撃を当てると仲間にすることができる（その時の基本レベルは前に加入できる階の盗賊よりレベルが1高いことが多い）。

アリオー（僧侶）
必要な鍵：銀の鍵（左）
出すアイテム - ゴールデンポット、銅の鎧（4,000点）、王の杖（60秒間武器と遠距離攻撃のランクが1段階アップ）、レベルアップハート
ピンチ時：ミルク（0.5回復）、ブドウ、赤ハート、王の杖
身長175cm。体重65kg。
竜の塔が見渡せる山岳の町・エルンに到着したアリオーが教会へ行くと、十数人の僧侶が竜の塔へ出発する準備をしていた。そのうちの一人パスキンから話を聞いたアリオーは神の導きを感じて一団に加わる。
地形を無視して飛ぶホーミング弾を使う。ミイラなどのアンデッドモンスターに効果が大きい。それ以外の敵には効果が薄い。
ニウラ同様、マジックゲージが半分以上溜まっていないと攻撃できない。メーターマックスで敵弾を防ぐバリアを張る。
レベル7のプリーストは裏面でしか自然発生しない。
凱（忍者）
必要な鍵：銀の鍵（左）
出すアイテム - ガントレット、ブレスレット（1,080点）、指輪（900点）、スクロール
ピンチ時：ガントレット、マジックポーション、聖杯、スクロール
27歳。身長172cm。体重62kg。
忍者軍団を束ねる統領。東のショウグン・ノブナガからサムライソードの入手を命じられ、忍者軍団108人が世界中へ散った。探索の末、凱が竜の塔下で目にしたのは手練れのサスケ・サイゾウ以外、僅か14人となった軍団の姿であった。
地形をバウンドする3WAY手裏剣を投げる。スピードと手数はあるが、単発の攻撃力はアマゾネスより弱い。また、凱は回復アイテムを絶対に差し出さない。
ロタール（ナイト）
必要な鍵：プラチナの鍵（右）
出すアイテム - ガントレット、聖杯、王者の盾（最高ランク）、青リンゴ
ピンチ時：ガントレット、聖杯、王者の盾、青リンゴ、大肉
30歳。身長189cm。体重90kg。
列強諸国を戦々恐々とさせる最強国家ラーマ王朝の王宮騎士団第2団長。辺境地域の調査のため、キース以下5人の部下を率い塔の近辺を通った際、アリオーのいる一行と邂逅する。
敵を貫通する威力の高い槍を投射する（レベル3以上になると、連射はできなくなる）。アマゾネスとは反対に前半階には2人しかいない。逆に後半階、特に裏面には表面より多くのナイトが囚われている。
リューゴ（リザードマン）
必要な鍵：金の鍵（中央）
出すアイテム - 死のハサミ（60,000点&仲間即死）、ハンドベル（低レベルの敵リザードマン召喚）、ブルーストーン、チキン
ピンチ時：死のハサミ、ブルーストーン、チキン、大肉
身長220cm。体重100kg。
強さや力が全てと考える竜の戦士リザードマン。リューゴも魔王復活を感じ強大な闇に近侍するため塔へ集う一人である。
闇に仕えながらもリザードマンは同時に光に対して潜在的な憧憬を持っている。体力があり、高威力の剣を投げつける。さらに投剣は連射できるため、非常に使い勝手がいい。
敵としても出現し、ダイヤの指輪を持った状態で倒すと仲間にできる。仲間にするときの計算は牢の時と一緒だが、基本レベルがその階に比べて一回り高い。牢屋に囚われている数は全部で4つと、全ての仲間の中で最も少ないため、仲間にする機会が限られる。牢屋での最大加入レベルは5、ダイヤの指輪を固定入手できる場所で仲間にできるレベルは7であるため、狙って仲間にできる場所でレベル6と8が自然発生することはない。また、アーケード版では10階以降でのパートナーがいない時のコンティニューか途中参加でない限り、LV1 - 2のリザードマンが自然発生することはない。

### ボスキャラクター
コラル・デ・アルマデル 選帝侯
西ゴート王国文官・マルカスと町娘キーナの子。自らにドラゴンの血が流れていることを知り、12歳で家出をした。
その後、魔王ドラクマーと出会い、そのカリスマ性に惹かれ部下となった。
4Fで竜変化した姿・レッドドラゴンとして立ち塞がる。
族長 ルンゲ・ブンゴ
元は古代アフリカのとある王国の王子。不自由なく育ったが、成人した年に巻き込まれた後継者争いで敗北した。
その後、密林に潜伏していたが、通りかかったドラクマーに助けられ部下となった。
12Fでメイジキマイラとなって襲いかかる。塔入口のキマイラは精神の投影によるもの。
大僧上 竜眼洞（ロンイエントン）
殷の時代の呪術師の子で、わずか9歳で父を凌駕する呪術師となる。15歳の時に見つけた2匹の毒虫（キングクローラー）太郎丸・次郎丸を育てるため、大僧上 竜眼洞を名乗り、寺に集めた人間をその餌としていた。だが成長した2匹に自身も襲われ、相討ちとなってしまう。
その後、冥界を彷徨していた所を魔王ドラクマーによって2匹ともども転生されられ、部下となる。24Fで現れ、2匹を操って戦う。
クピスニカII世
チャビン文明のクピスニカI世の長子。王位を継承するが、国中の愛情が弟に注がれていることを知った彼は、嫉妬に狂い全ての民を虐殺し、不幸な生涯を終えた。
ドラクマーは彼の魂をドラゴンの一族として、竜の塔に転生させた。36Fでレッドドラゴンと合体した二首のダブルドラゴンとして現れる。
神官 ガルガリアニ
ドラクマーが竜の塔へ封印される以前から彼に仕える神官。長い刻を経てドラクマーを復活させることに成功した。
ドラクマーの居る幻魔宮に通じる扉の鍵を持ち、49Fでメイジキマイラ2として襲いかかる。元はオリンポスの掃除係であったが、ブラックオーブを見つけたことで闇の道へと誘われた。
魔王ドラクマー
ブラックオーブを手に世界を闇に変貌させようと企む魔王。遥か昔、世界を闇に包もうとした際に光の戦士によって竜の塔へ封じられたが、長い年月の後に突如復活する。

## 移植版
| No. | タイトル                                                  | 発売日                                     | 対応機種                                         | 開発元               | 発売元   | メディア                          | 型式                           | 備考                                       |
| --- | --------------------------------------------------------- | ------------------------------------------ | ------------------------------------------------ | -------------------- | -------- | --------------------------------- | ------------------------------ | ------------------------------------------ |
| 1   | マジックソード                                            | 1992年5月29日 1992年8月 1993年3月18日      | スーパーファミコン                               | 水口エンジニアリング | カプコン | 8メガビットロムカセット           | SHVC-MD SNS-MD-USA SNSP-MD-EUR |                                            |
| 2   | Capcom Classics Collection Remixed                        | 2006年3月22日 2006年7月21日                | PlayStation Portable                             | カプコン             | カプコン | UMD                               | ULUS-10097 ULES-00347          |                                            |
| 3   | Capcom Classics Collection Vol.2                          | 2006年11月24日 2007年4月11日 2007年4月13日 | PlayStation 2 Xbox                               | カプコン             | カプコン | DVD-ROM                           | PS2: SLUS-21473 SLES-54561     | アーケード版の移植、Xbox版は北米のみの発売 |
| 4   | マジックソード                                            | 2007年1月9日                               | FOMA900iシリーズ以降 （iアプリ）                 | カプコン             | カプコン | ダウンロード （カプコンパーティ） | -                              |                                            |
| 5   | Final Fight: Double Impact                                | INT 2010年4月14日                          | Xbox 360 (Xbox Live Arcade)                      | カプコン             | カプコン | ダウンロード                      | -                              |                                            |
| 6   | Final Fight: Double Impact                                | INT 2010年4月15日                          | PlayStation 3 (PlayStation Network)              | カプコン             | カプコン | ダウンロード                      | -                              | アーケード版の移植                         |
| 7   | カプコンアーケード                                        | 2010年11月4日 2011年7月28日                | iPhone (iOS)                                     | カプコン             | カプコン | ダウンロード                      | 397347348                      |                                            |
| 8   | カプコンアーケード2ndスタジアム Capcom Arcade 2nd Stadium | 2022年7月22日                              | Nintendo Switch PlayStation 4 Xbox One PC(Steam) | カプコン             | カプコン | ダウンロード                      | -                              | アーケード版の移植                         |

スーパーファミコン版
難易度バランスの大きな変更やグラフィック演出の簡略化がされている。また、一部の敵キャラクターが削除され、2人同時プレイはできなくなっている。アーケード版にあった裏面の分岐も削除されている。
PlayStation 3、Xbox 360版
日本国外では『ファイナルファイト ダブルインパクト』のカップリング移植として配信されている。アーケード版を忠実に再現し、インターネットを介した協力プレイも可能。条件を満たすとボーナス要素が手に入るようになっている。

## スタッフ
アーケード版
- ゲーム・デザイン：大西嘉美、貞本友思、岡本吉起
- キャラクター・デザイン：KURISAN（栗原明美）、きたやまけいこ、E.NISHIHARA、貞本友思
- アート：福本容子、M.KAWAMURA、Y.MARUYAMA
- タイトル・デザイン：山下智
- サウンド：後藤真奈美
- イングリッシュ・ストーリー：スコット・マックスウェル
- プログラム：江川陽一、綱崎裕三、岡田成司、Y.ORONISHI
- スペシャル・サンクス：POO（船水紀孝）、安田朗、NIN NIN（西谷亮）、横田幸次、見延浩明、おうじよしあき、T.KUHARA、まつながとしはる

スーパーファミコン版
- 企画：BAMBOO（竹中善則）
- キャラクター：YAMAZOU（山添公雄）、HYPER BENGIE、ZIZII（岩崎あけみ）
- タイトル・デザイン：IKKI（田崎一軌）
- ソフト：IMO（赤堀雅行）、KANEKON（金子清巳）、YOSHILIM（吉田幸司）

## 評価
アーケード版
- ゲーム誌『ゲーメスト』の企画「第4回ゲーメスト大賞」（1990年度）において、大賞4位、ベストアクション賞2位、ベスト演出賞8位、ベストグラフィック賞2位、プレイヤー人気8位、年間ヒットゲームで9位、ベストキャラクター賞ではサーラが20位を獲得した。また、続く第5回ゲーメスト大賞（1990年度）にて年間ヒットゲーム30位を獲得した。
- 1991年にそれまで稼働していたアーケードゲーム全てを対象に行われたゲーメスト読者の人気投票によるゲーメストムック『ザ・ベストゲーム』では49位を獲得した。

スーパーファミコン版
ゲーム誌『ファミコン通信』の「クロスレビュー」では、5・7・7・6の合計25点（満40点）、『ファミリーコンピュータMagazine』の読者投票による「ゲーム通信簿」での評価は以下の通り20.50点（満30点）となっている。この得点はスーパーファミコン全ソフトの中で162位（323本中、1993年時点）となっている。
| 項目 | キャラクタ | 音楽 | 操作性 | 熱中度 | お買得度 | オリジナリティ | 総合  |
| 得点 | 3.46       | 3.37 | 3.59   | 3.46   | 3.31     | 3.30           | 20.50 |